# Curubis
Curubis is een geslacht van spinnen uit de familie springspinnen (Salticidae).

## Soorten
De volgende soorten zijn bij het geslacht ingedeeld:
- Curubis annulata Simon, 1902
- Curubis erratica Simon, 1902
- Curubis sipeki Dobroruka, 2004
- Curubis tetrica Simon, 1902